# Industry (Maine)
Industry ist eine Town im Franklin County des Bundesstaates Maine in den Vereinigten Staaten. Im Jahr 2020 lebten dort 788 Einwohner in 599 Haushalten auf einer Fläche von 80,24 km².

## Geografie
Nach dem United States Census Bureau hat Industry eine Gesamtfläche von 80,24 km², von denen 77,05 km² Land sind und 3,19 km² aus Gewässern bestehen.

### Geografische Lage
Industry liegt im Südosten des Franklin Countys an der Grenze zum Somerset County. Der Lemmon Stream, ein Zufluss des Sandy Rivers, fließt mit mehreren Armen in südlicher Richtung durch das Gebiet der Town. Der größte See des Gebiets, der Clearwater Pond, liegt im Westen von Industry. Nördlich von diesem befindet sich der Mosher Pond. Die Oberfläche des Gebietes ist hügelig, höchste Erhebung ist der 558 m hohe Norton Mountain.

### Nachbargemeinden
Alle Entfernungen sind als Luftlinien zwischen den offiziellen Koordinaten der Orte aus der Volkszählung 2010 angegeben.
- Norden: New Vineyard, 7,1 km
- Nordosten: Anson, Somerset County, 9,8 km
- Südosten Starks, Somerset County, 10,6 km
- Süden: New Sharon, 6,6 km
- Südwesten: Farmington, 10,7 km

### Stadtgliederung
In Industry gibt es mehrere Siedlungsgebiete: Allens Mills (Allen's Mills), Goodrich Corner, West Industry (später North Industry, Standort des ehemaligen Postamts) und West Mills (West's Mills).

### Klima
Die mittlere Durchschnittstemperatur in Industry liegt zwischen −10,0 °C (14 °Fahrenheit) im Januar und 18,3 °C (65 °Fahrenheit) im Juli. Damit ist der Ort gegenüber dem langjährigen Mittel der USA um etwa 9 Grad kühler. Die Schneefälle zwischen Oktober und Mai liegen mit bis zu zweieinhalb Metern mehr als doppelt so hoch wie die mittlere Schneehöhe in den USA; die tägliche Sonnenscheindauer liegt am unteren Rand des Wertespektrums der USA.

## Geschichte
Industry gründete sich aus dem nordwestlichen Teil des Plymouth Patents, auch Kennebec Purchases. Die ersten Siedlungen wurden von James und John Thompson, Zoe Withe, Thomas Johnson und William Allen etwa 1793 oder im folgenden Jahr gegründet. Die Ländereien wurden zuerst dort in Besitz genommen, wo jeder einzelne sich ansiedelte. Später erwarben weitere Siedler Anspruch auf Eigentumsrechte aus dem ursprünglichen Grant. Die Town Industry wurde am 20. Juni 1803 aus der vorhergehenden 1799 gegründeten Industry Plantation gegründet.
In den Jahren von 1813 bis 1844 wurden der Town Ländereien der benachbarten Towns New Sharon, New Vineyard, Starks und Anson zugeschlagen. Sie gab im Jahr 1850 und 1852 Land an Farmington und New Sharon ab.

### Einwohnerentwicklung
| Volkszählungsergebnisse – Town of Industry, Maine | Volkszählungsergebnisse – Town of Industry, Maine | Volkszählungsergebnisse – Town of Industry, Maine | Volkszählungsergebnisse – Town of Industry, Maine | Volkszählungsergebnisse – Town of Industry, Maine | Volkszählungsergebnisse – Town of Industry, Maine | Volkszählungsergebnisse – Town of Industry, Maine | Volkszählungsergebnisse – Town of Industry, Maine | Volkszählungsergebnisse – Town of Industry, Maine | Volkszählungsergebnisse – Town of Industry, Maine | Volkszählungsergebnisse – Town of Industry, Maine |
| Jahr                                              | 1800                                              | 1810                                              | 1820                                              | 1830                                              | 1840                                              | 1850                                              | 1860                                              | 1870                                              | 1880                                              | 1890                                              |
| ------------------------------------------------- | ------------------------------------------------- | ------------------------------------------------- | ------------------------------------------------- | ------------------------------------------------- | ------------------------------------------------- | ------------------------------------------------- | ------------------------------------------------- | ------------------------------------------------- | ------------------------------------------------- | ------------------------------------------------- |
| Einwohner                                         |                                                   | 562                                               | 796                                               | 902                                               | 1036                                              | 1041                                              | 827                                               | 725                                               | 715                                               | 545                                               |
| Jahr                                              | 1900                                              | 1910                                              | 1920                                              | 1930                                              | 1940                                              | 1950                                              | 1960                                              | 1970                                              | 1980                                              | 1990                                              |
| Einwohner                                         | 553                                               | 465                                               | 431                                               | 342                                               | 307                                               | 315                                               | 262                                               | 347                                               | 563                                               | 685                                               |
| Jahr                                              | 2000                                              | 2010                                              | 2020                                              | 2030                                              | 2040                                              | 2050                                              | 2060                                              | 2070                                              | 2080                                              | 2090                                              |
| Einwohner                                         | 790                                               | 929                                               | 788                                               |                                                   |                                                   |                                                   |                                                   |                                                   |                                                   |                                                   |

## Kultur und Sehenswürdigkeiten

### Bauwerke
Die Thompson's Bridge im Village Allen's Mills wurde 1991 unter Denkmalschutz gestellt und unter der Register-Nr. 91000321 ins National Register of Historic Places aufgenommen.

## Wirtschaft und Infrastruktur

### Verkehr
Durch den Süden der Town verläuft in westöstlicher Richtung die Maine State  Route 43. Sie verbindet Industry mit Farmington im Westen und Starks im Osten. Von ihr zweigt in nördlicher Richtung die Maine State  Route 148 in Richtung Madison ab.

### Öffentliche Einrichtungen
In Industry gibt es keine medizinischen Einrichtungen. Die nächstgelegenen befinden sich in Farmington und Madison.
Industry besitzt keine eigene Bücherei. Die nächstgelegenen öffentlichen Bibliotheken für die Bewohner der Town befinden sich in Farmington, New Vineyard und Madison.

### Bildung
Industry gehört mit Chesterville, Farmington, New Sharon, New Vineyard, Starks, Temple, Vienna, Weld und Wilton zum Maine School Administrative District 9, dem Mt. Blue Regional School District.
Im Schulbezirk werden folgende Schulen angeboten:
- Gerald D. Cushing School in Wilton (Schulklassen Pre-K bis 1)
- Academy Hill School in Wilton (Schulklassen 2 bis 5)
- Cape Cod Hill School in New Sharon (Schulklassen Pre-K bis 5)
- W.G. Mallett School in Farmington (Schulklassen Pre-K bis 2)
- Cascade Brook School in Farmington (Schulklassen 3 bis 5)
- Mt. Blue High School in Farmington
- Mt. Blue Middle School in Farmington